# Ngapoi Ngawang Jigmê
| Tibetische Bezeichnung                                         |
| -------------------------------------------------------------- |
| Tibetische Schrift: ང་ཕོད་ངག་དབང་འཇིགས་མེད།                       |
| Wylie-Transliteration: nga phod ngag dbang ’jigs med           |
| Offizielle Transkription der VRCh: Ngapoi Ngawang Jigmê        |
| THDL-Transkription: Ngapö Ngawang Jikmé                        |
| Andere Schreibweisen: Ngabo Ngawang Jigme, Ngapo Ngawang Jigme |
| Chinesische Bezeichnung                                        |
| Vereinfacht: 阿沛·阿旺晋美                                     |
| Pinyin:Āpèi Āwàngjìnměi                                        |

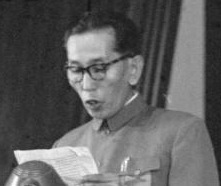
Ngapoi Ngawang Jigmê während der ersten Sitzung des Nationalen Volkskongresses der Volksrepublik China 1954

Ngapoi Ngawang Jigmê (* 1. Februar 1910 in Lhasa, Tibet; † 23. Dezember 2009 in Peking) war ein tibetischer Politiker in der Volksrepublik China und Angehöriger der tibetischen Zivilverwaltung.

## Leben
Der aus einem tibetischen Adelshaus stammende Ngapoi Ngawang Jigmê wurde am Vorabend des Einmarsches der Chinesischen Volksbefreiungsarmee (VBA) in West-Kham, dem Westen des damaligen Xikang, vom frisch inthronisierten 14. Dalai Lama als Gouverneur und Oberkommandierender der tibetischen Streitkräfte in Osttibet nach Qamdo gesandt. Als die Stadt Qamdo schon unmittelbar darauf von den chinesischen Truppen eingekesselt wurde, vermied er durch die baldige Kapitulation ein Blutvergießen. 
Als leitender Beamter der tibetischen Delegation zu Verhandlungen nach Peking entsandt, was den vorübergehenden Vormarsch der VBA stoppte, unterzeichneten er und die Mitglieder seiner Delegation das sogenannte 17-Punkte-Abkommen zwischen der Lhasa-Regierung und der Staatsführung in Peking. Da dieses Abkommen im Austausch für Garantien für die Autonomie und Religionsfreiheit die Aufgabe des Souveränitätsanspruches der Lhasa-Regierung bedeutete, wird Jigmê im tibetischen Exil manchmal als „Verräter“ dargestellt.

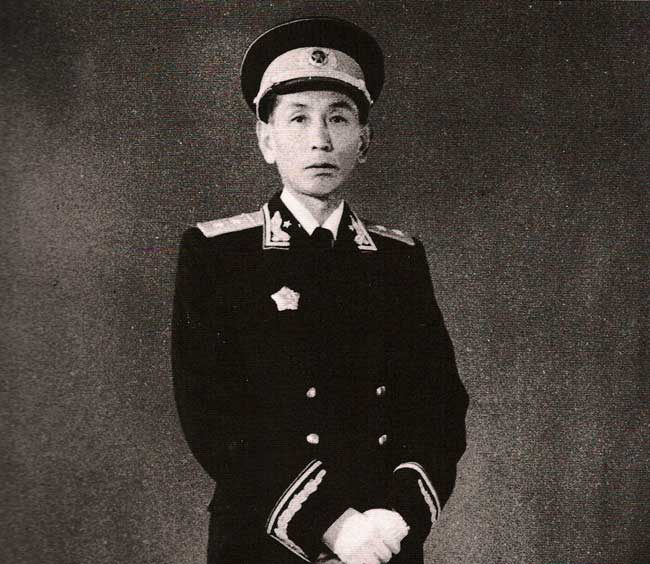
Ngapo, 1955

Seine Karriere setzte sich in der politischen Führung des Autonomen Gebiets Tibet und auf nationaler Ebene fort. Im Jahr 1955 wurde er zum Generalleutnant der VBA ernannt. Neben anderen Funktionen hatte er viele Jahre die Stellung eines Stellvertretenden Vorsitzenden des Ständigen Ausschusses des Nationalen Volkskongresses (NVK) der VR China inne.
Jigmê wurde am 21. Juni 2004 zum Präsidenten der „Vereinigung für den Schutz und die Entwicklung der tibetischen Kultur“ ernannt. Er starb 2009 im Alter von 99 Jahren.

## Werke
- Der bedeutsame Wendepunkt in der geschichtlichen Entwicklung Tibets. Zum 40. Jahrestag der Unterzeichnung des Abkommens über Maßnahmen zur friedlichen Befreiung Tibets. Neuer Stern: Beijing, 1991. ISBN 7-80085-467-1.
- Ngapoi Ngawang Jigme on Tibetan Issues. New Star: Beijing, 1991. ISBN 7-80085-572-4.